# Jalpaiguri (huyện)
Huyện Jalpaiguri là một huyện thuộc bang West Bengal, Ấn Độ. Thủ phủ huyện Jalpaiguri đóng ở Jalpaiguri. Huyện Jalpaiguri có diện tích 6227 ki lô mét vuông. Đến thời điểm năm 2001, huyện Jalpaiguri có dân số 3403204 người.